# Karácsonyapó és a mágikus fahasáb
A Karácsonyapó és a mágikus fahasáb (eredeti címén Olentzero y el tronco mágico) egész estés spanyol 3D-s számítógépes animációs film. A forgatókönyvet Unai Iturriaga írta, Juanjo Elordi rendezte, a zenéjét José Ramón Gutiérrez szerezte, a producer Miguel Gómez-Tejedor, a főszerepben José Ramón Argoitia hangja hallható. A Baleuko S.L. készítette, a Barton Films forgalmazta. 
Spanyolországban 2005. november 25-én mutatták be. Magyarországon az M2-n adták le.

## Ismertető
|  | Alább a cselekmény részletei következnek! |

A mese egy kis faluban játszódik, a Pireneusokban. A faluban lakó gyerekek éppen készülődnek a karácsonyi ünnepekre. Minden gyereknek megvan a legnagyobb kívánsága, amelyet már mindannyian megírtak levélben és elküldték Karácsonyapónak. Egy mágikus fahasábbal Karácsonyapó meg tudja nézni a gyerekek mindennapi életét. Ezzel meglátja, hogy ajándékot érdemelnek-e. Egyszer egy rosszindulatú vállalkozó jön a falujukba, Segundo nevű segédjével együtt, aki egy kissé együgyű. Azt akarják elérni, hogy a falu lakosainak hiszékenységét kihasználják és a fákat kivághassák az erdejükből, valamint a falu helyére felépítsék az általuk megtervezett síparadicsomot, amely egy tökéletes jövedelmező vállalkozássá válna. A gyerekek elhatározzák, hogy felveszik a harcot ellenük, a kis árva Anje vezetésével. Meg akarják védeni a falut és az erdőt is.
|  | Itt a vége a cselekmény részletezésének! |

## Szereplők
- Karácsonyapó – A mágikus fahasábja segítségével megnézi a gyerekek hétköznapjait, hogy érdemelnek-e ajándékot.
- Segundó – A gonosz vállalkozó együgyű segédje, aki segít a főnökének abban, hogy a falu helyére megépítse síparadicsomát és kivágja az erdőt.
- Anje – A kis árva gyermek, aki felveszi a harcot a többi gyermekkel, a falu és az erdő megvédésében.